# Lijst van senatoren uit South Carolina

Zegel van de staat South Carolina

Dit is een lijst van de senatoren voor de Amerikaanse staat South Carolina. De senatoren voor South Carolina zijn ingedeeld als Klasse II en Klasse III. De twee huidige senatoren voor South Carolina zijn: senior senator Lindsey Graham, senator sinds 2003, en junior senator Tim Scott, senator sinds 2013. Beiden zijn lid van de Republikeinse Partij.
Een aantal prominente personen die hebben gediend als senator voor South Carolina zijn onder andere: Pierce Butler (prominent politicus en "Founding Father"), Charles Pinckney (prominent politicus en "Founding Father"), Thomas Sumter (prominent generaal), John Calhoun (eerder vicepresident, minister van Oorlog en later minister van Buitenlandse Zaken), James Chesnut (later generaal voor de Geconfedereerde Staten van Amerika), Benjamin Tillman (prominent politicus), James Byrnes (later rechter voor het Hooggerechtshof en minister van Buitenlandse Zaken), Alva Lumpkin (later rechter voor het Hof van Beroep voor het circuit van South Carolina), Strom Thurmond (genomineerd presidentskandidaat 1948), Lindsey Graham (prominent politicus), Andrew Butler (prominent politicus), Wade Hampton III (later generaal voor de Geconfedereerde Staten van Amerika), Ed Smith (prominent politicus), Olin Johnston (prominent politicus), Donald Russell (later rechter voor het Hof van Beroep voor het circuit van South Carolina en voor het Hof van Beroep voor het 4e circuit), Fritz Hollings (prominent politicus) en Jim DeMint (prominent politicus).
Vijftien senatoren voor South Carolina zijn ook gouverneur van South Carolina geweest: Charles Pinckney, John Taylor, Robert Hayne, Benjamin Tillman, Coleman Blease, James Byrnes, Burnet Maybank, Strom Thurmond, Stephen Decatur Miller, George McDuffie, James Hammond, Wade Hampton III, Olin Johnston, Donald Russell en Fritz Hollings.
Van 1966 tot 2003 waren Strom Thurmond en Fritz Hollings 36 jaar lang gezamenlijk senator, het langst dienende senator duo in de geschiedenis.

## Klasse II
| Nr.                                                                             | Senator voor South Carolina Senator from South Carolina | Senator voor South Carolina Senator from South Carolina | Senator voor South Carolina Senator from South Carolina | Ambtstermijn     | Ambtstermijn     | Partij(en)   | Verkiezing(en) |
| ------------------------------------------------------------------------------- | ------------------------------------------------------- | ------------------------------------------------------- | ------------------------------------------------------- | ---------------- | ---------------- | ------------ | -------------- |
| 1                                                                               |                                                         | Pierce Butler                                           | Pierce Butler (1744–1822)                               | 4 maart 1789     | 26 oktober 1796  | F (1789–92)  | 1789           |
| 1                                                                               | DR (1792–96)                                            | Pierce Butler                                           | Pierce Butler (1744–1822)                               | 4 maart 1789     | 26 oktober 1796  |              | 1789           |
| 1                                                                               | 1793                                                    | Pierce Butler                                           | Pierce Butler (1744–1822)                               | 4 maart 1789     | 26 oktober 1796  |              |                |
| Vacant                                                                          |                                                         |                                                         |                                                         |                  |                  |              |                |
| 2                                                                               |                                                         |                                                         | John Hunter (1750–1802)                                 | 8 december 1796  | 26 november 1798 | DR           | 1796           |
| Vacant                                                                          |                                                         |                                                         |                                                         |                  |                  |              | 1796           |
| 3                                                                               |                                                         | Charles Pinckney                                        | Charles Pinckney (1757–1824)                            | 6 december 1798  | 5 juni 1805      | DR           | 1798           |
| 3                                                                               | 1799                                                    | Charles Pinckney                                        | Charles Pinckney (1757–1824)                            | 6 december 1798  | 5 juni 1805      | DR           |                |
| Vacant                                                                          |                                                         |                                                         |                                                         |                  |                  |              |                |
| 4                                                                               |                                                         | Thomas Sumter                                           | Thomas Sumter (1734–1832)                               | 15 december 1801 | 15 december 1810 | DR           | 1801           |
| 4                                                                               | 1804                                                    | Thomas Sumter                                           | Thomas Sumter (1734–1832)                               | 15 december 1801 | 15 december 1810 | DR           |                |
| Vacant                                                                          |                                                         |                                                         |                                                         |                  |                  |              |                |
| 5                                                                               |                                                         | John Taylor                                             | John Taylor (1770–1832)                                 | 31 december 1810 | 1 november 1816  | DR           | 1810 (1)       |
| 5                                                                               | 1810 (2)                                                | John Taylor                                             | John Taylor (1770–1832)                                 | 31 december 1810 | 1 november 1816  | DR           |                |
| Vacant                                                                          |                                                         |                                                         |                                                         |                  |                  |              |                |
| 6                                                                               |                                                         | William Smith                                           | William Smith (1762–1840)                               | 4 december 1816  | 4 maart 1823     | DR           | 1816 (1)       |
| 6                                                                               | 1816 (2)                                                | William Smith                                           | William Smith (1762–1840)                               | 4 december 1816  | 4 maart 1823     | DR           |                |
| 7                                                                               |                                                         | Robert Hayne                                            | Robert Hayne (1791–1839)                                | 4 maart 1823     | 10 december 1832 | DR (1823–28) | 1822           |
| 7                                                                               | 1828                                                    | Robert Hayne                                            | Robert Hayne (1791–1839)                                | 4 maart 1823     | 10 december 1832 | DR (1823–28) |                |
| 7                                                                               | D (1828–30)                                             | Robert Hayne                                            | Robert Hayne (1791–1839)                                | 4 maart 1823     | 10 december 1832 |              |                |
| 7                                                                               | N (1830–32)                                             | Robert Hayne                                            | Robert Hayne (1791–1839)                                | 4 maart 1823     | 10 december 1832 |              |                |
| Vacant                                                                          |                                                         |                                                         |                                                         |                  |                  |              |                |
| 8                                                                               |                                                         | John Calhoun                                            | John Calhoun (1782–1850)                                | 30 december 1832 | 4 maart 1843     | N (1832–39)  | 1832           |
| 8                                                                               | 1834                                                    | John Calhoun                                            | John Calhoun (1782–1850)                                | 30 december 1832 | 4 maart 1843     | N (1832–39)  |                |
| 8                                                                               | 1840                                                    | John Calhoun                                            | John Calhoun (1782–1850)                                | 30 december 1832 | 4 maart 1843     | N (1832–39)  |                |
| 8                                                                               | D (1839–43)                                             | John Calhoun                                            | John Calhoun (1782–1850)                                | 30 december 1832 | 4 maart 1843     |              |                |
| 9                                                                               |                                                         |                                                         | Daniel Huger (1779–1854)                                | 4 maart 1843     | 4 maart 1845     | D            | 1843           |
| Vacant                                                                          |                                                         |                                                         |                                                         |                  |                  |              | 1843           |
| 10                                                                              |                                                         | John Calhoun                                            | John Calhoun (1782–1850)                                | 25 november 1845 | 31 maart 1850    | D            | 1845           |
| 10                                                                              | 1846                                                    | John Calhoun                                            | John Calhoun (1782–1850)                                | 25 november 1845 | 31 maart 1850    | D            |                |
| Vacant                                                                          |                                                         |                                                         |                                                         |                  |                  |              |                |
| 11                                                                              |                                                         | Franklin Elmore                                         | Franklin Elmore (1799–1850)                             | 10 april 1850    | 29 mei 1850      | D            |                |
| Vacant                                                                          |                                                         |                                                         |                                                         |                  |                  |              |                |
| 12                                                                              |                                                         | Robert Barnwell                                         | Robert Barnwell (1801–1882)                             | 5 juni 1850      | 10 december 1850 | D            |                |
| Vacant                                                                          |                                                         |                                                         |                                                         |                  |                  |              |                |
| 13                                                                              |                                                         | Robert Rhett                                            | Robert Rhett (1800–1879)                                | 20 december 1850 | 8 mei 1852       | D            | 1850           |
| Vacant                                                                          |                                                         |                                                         |                                                         |                  |                  |              | 1850           |
| 14                                                                              |                                                         | William De Saussure                                     | William De Saussure (1792–1870)                         | 10 mei 1852      | 4 maart 1853     | D            | 1850           |
| 15                                                                              |                                                         | Josiah Evans                                            | Josiah Evans (1786–1858)                                | 4 maart 1853     | 6 mei 1858       | D            | 1853           |
| Vacant                                                                          |                                                         |                                                         |                                                         |                  |                  |              | 1853           |
| 16                                                                              |                                                         | Arthur Hayne                                            | Arthur Hayne (1788–1867)                                | 12 mei 1858      | 4 december 1858  | D            | 1853           |
| 17                                                                              |                                                         | James Chesnut                                           | James Chesnut (1815–1885)                               | 4 december 1858  | 10 november 1860 | D            | 1858 (1)       |
| 17                                                                              | 1858 (2)                                                | James Chesnut                                           | James Chesnut (1815–1885)                               | 4 december 1858  | 10 november 1860 | D            |                |
| Vacant                                                                          |                                                         |                                                         |                                                         |                  |                  |              |                |
| Vacant Geconfedereerde Staten van Amerika (1860–1865) Reconstructie (1865–1868) |                                                         |                                                         |                                                         |                  |                  |              |                |
| 18                                                                              |                                                         | Thomas Robertson                                        | Thomas Robertson (1823–1897)                            | 16 juli 1868     | 4 maart 1877     | R            | 1868           |
| 18                                                                              | 1870                                                    | Thomas Robertson                                        | Thomas Robertson (1823–1897)                            | 16 juli 1868     | 4 maart 1877     | R            |                |
| 19                                                                              |                                                         | Matthew Butler                                          | Matthew Butler (1836–1909)                              | 4 maart 1877     | 4 maart 1895     | D            | 1876           |
| 19                                                                              | 1882                                                    | Matthew Butler                                          | Matthew Butler (1836–1909)                              | 4 maart 1877     | 4 maart 1895     | D            |                |
| 19                                                                              | 1888                                                    | Matthew Butler                                          | Matthew Butler (1836–1909)                              | 4 maart 1877     | 4 maart 1895     | D            |                |
| 20                                                                              |                                                         | Benjamin Tillman                                        | Benjamin Tillman (1847–1918)                            | 4 maart 1895     | 3 juli 1918      | D            | 1894           |
| 20                                                                              | 1901                                                    | Benjamin Tillman                                        | Benjamin Tillman (1847–1918)                            | 4 maart 1895     | 3 juli 1918      | D            |                |
| 20                                                                              | 1907                                                    | Benjamin Tillman                                        | Benjamin Tillman (1847–1918)                            | 4 maart 1895     | 3 juli 1918      | D            |                |
| 20                                                                              | 1913                                                    | Benjamin Tillman                                        | Benjamin Tillman (1847–1918)                            | 4 maart 1895     | 3 juli 1918      | D            |                |
| Vacant                                                                          |                                                         |                                                         |                                                         |                  |                  |              |                |
| 21                                                                              |                                                         | Christie Benet                                          | Christie Benet (1879–1951)                              | 6 juli 1918      | 6 november 1918  | D            |                |
| 22                                                                              |                                                         | William Pollock                                         | William Pollock (1870–1922)                             | 6 november 1918  | 4 maart 1919     | D            | 1918           |
| 23                                                                              |                                                         | Nathaniel Dial                                          | Nathaniel Dial (1862–1940)                              | 4 maart 1919     | 4 maart 1925     | D            | 1918           |
| 24                                                                              |                                                         | Coleman Blease                                          | Coleman Blease (1868–1942)                              | 4 maart 1925     | 4 maart 1931     | D            | 1924           |
| 25                                                                              |                                                         | James Byrnes                                            | James Byrnes (1882–1972)                                | 4 maart 1931     | 8 juli 1941      | D            | 1930           |
| 25                                                                              | 1936                                                    | James Byrnes                                            | James Byrnes (1882–1972)                                | 4 maart 1931     | 8 juli 1941      | D            |                |
| Vacant                                                                          |                                                         |                                                         |                                                         |                  |                  |              |                |
| 26                                                                              |                                                         | Alva Lumpkin                                            | Alva Lumpkin (1886–1941)                                | 22 juli 1941     | 1 augustus 1941  | D            |                |
| Vacant                                                                          |                                                         |                                                         |                                                         |                  |                  |              |                |
| 27                                                                              |                                                         | Roger Peace                                             | Roger Peace (1899–1968)                                 | 5 augustus 1941  | 5 november 1941  | D            |                |
| 28                                                                              |                                                         | Burnet Maybank                                          | Burnet Maybank (1899–1954)                              | 5 november 1941  | 1 september 1954 | D            | 1941           |
| 28                                                                              | 1942                                                    | Burnet Maybank                                          | Burnet Maybank (1899–1954)                              | 5 november 1941  | 1 september 1954 | D            |                |
| 28                                                                              | 1948                                                    | Burnet Maybank                                          | Burnet Maybank (1899–1954)                              | 5 november 1941  | 1 september 1954 | D            |                |
| Vacant                                                                          |                                                         |                                                         |                                                         |                  |                  |              |                |
| 29                                                                              |                                                         | Charles Daniel                                          | Charles Daniel (1895–1964)                              | 6 september 1954 | 24 december 1954 | D            |                |
| 30                                                                              |                                                         | Strom Thurmond                                          | Strom Thurmond (1902–2003)                              | 24 december 1954 | 4 april 1956     | D            |                |
| 30                                                                              | D                                                       | Strom Thurmond                                          | Strom Thurmond (1902–2003)                              | 24 december 1954 | 4 april 1956     | 1954         |                |
| 31                                                                              |                                                         | Thomas Wofford                                          | Thomas Wofford (1908–1978)                              | 4 april 1956     | 6 november 1956  | 1954         | D              |
| 32                                                                              |                                                         | Strom Thurmond                                          | Strom Thurmond (1902–2003)                              | 6 november 1956  | 3 januari 2003   | D (1956–64)  | 1956           |
| 32                                                                              | 1960                                                    | Strom Thurmond                                          | Strom Thurmond (1902–2003)                              | 6 november 1956  | 3 januari 2003   | D (1956–64)  |                |
| 32                                                                              | R (1964–03)                                             | Strom Thurmond                                          | Strom Thurmond (1902–2003)                              | 6 november 1956  | 3 januari 2003   |              |                |
| 32                                                                              | 1966                                                    | Strom Thurmond                                          | Strom Thurmond (1902–2003)                              | 6 november 1956  | 3 januari 2003   |              |                |
| 32                                                                              | 1966                                                    | Strom Thurmond                                          | Strom Thurmond (1902–2003)                              | 6 november 1956  | 3 januari 2003   |              |                |
| 32                                                                              | 1972                                                    | Strom Thurmond                                          | Strom Thurmond (1902–2003)                              | 6 november 1956  | 3 januari 2003   |              |                |
| 32                                                                              | 1978                                                    | Strom Thurmond                                          | Strom Thurmond (1902–2003)                              | 6 november 1956  | 3 januari 2003   |              |                |
| 32                                                                              | 1984                                                    | Strom Thurmond                                          | Strom Thurmond (1902–2003)                              | 6 november 1956  | 3 januari 2003   |              |                |
| 32                                                                              | 1990                                                    | Strom Thurmond                                          | Strom Thurmond (1902–2003)                              | 6 november 1956  | 3 januari 2003   |              |                |
| 32                                                                              | 1996                                                    | Strom Thurmond                                          | Strom Thurmond (1902–2003)                              | 6 november 1956  | 3 januari 2003   |              |                |
| 33                                                                              |                                                         | Lindsey Graham                                          | Lindsey Graham (1955)                                   | 3 januari 2003   | heden            | R            | 2002           |
| 33                                                                              | 2008                                                    | Lindsey Graham                                          | Lindsey Graham (1955)                                   | 3 januari 2003   | heden            | R            |                |
| 33                                                                              | 2014                                                    | Lindsey Graham                                          | Lindsey Graham (1955)                                   | 3 januari 2003   | heden            | R            |                |
| 33                                                                              | 2020                                                    | Lindsey Graham                                          | Lindsey Graham (1955)                                   | 3 januari 2003   | heden            | R            |                |

## Klasse III
| Nr.                                                                             | Senator voor South Carolina Senator from South Carolina | Senator voor South Carolina Senator from South Carolina | Senator voor South Carolina Senator from South Carolina | Ambtstermijn     | Ambtstermijn     | Partij(en)   | Verkiezing(en) |
| ------------------------------------------------------------------------------- | ------------------------------------------------------- | ------------------------------------------------------- | ------------------------------------------------------- | ---------------- | ---------------- | ------------ | -------------- |
| 1                                                                               |                                                         | Ralph Izard                                             | Ralph Izard (1742–1804)                                 | 4 maart 1789     | 4 maart 1795     | F            | 1789           |
| 2                                                                               |                                                         | Jacob Read                                              | Jacob Read (1752–1816)                                  | 4 maart 1795     | 4 maart 1801     | F            | 1794           |
| 3                                                                               |                                                         | John Colhoun                                            | John Colhoun (1749–1802)                                | 4 maart 1801     | 26 oktober 1802  | DR           | 1800           |
| Vacant                                                                          |                                                         |                                                         |                                                         |                  |                  |              | 1800           |
| 4                                                                               |                                                         | Pierce Butler                                           | Pierce Butler (1744–1822)                               | 4 november 1802  | 22 november 1804 | DR           | 1802           |
| Vacant                                                                          |                                                         |                                                         |                                                         |                  |                  |              | 1802           |
| 5                                                                               |                                                         | John Gaillard                                           | John Gaillard (1765–1826)                               | 6 december 1804  | 26 februari 1826 | DR           | 1804           |
| 5                                                                               | 1806                                                    | John Gaillard                                           | John Gaillard (1765–1826)                               | 6 december 1804  | 26 februari 1826 | DR           |                |
| 5                                                                               | 1812                                                    | John Gaillard                                           | John Gaillard (1765–1826)                               | 6 december 1804  | 26 februari 1826 | DR           |                |
| 5                                                                               | 1818                                                    | John Gaillard                                           | John Gaillard (1765–1826)                               | 6 december 1804  | 26 februari 1826 | DR           |                |
| 5                                                                               | 1824                                                    | John Gaillard                                           | John Gaillard (1765–1826)                               | 6 december 1804  | 26 februari 1826 | DR           |                |
| Vacant                                                                          |                                                         |                                                         |                                                         |                  |                  |              |                |
| 6                                                                               |                                                         | William Harper                                          | William Harper (1790–1847)                              | 8 maart 1826     | 30 november 1826 | DR           |                |
| 7                                                                               |                                                         | William Smith                                           | William Smith (1762–1840)                               | 30 november 1826 | 4 maart 1831     | DR (1826–28) | 1826           |
| 7                                                                               | D (1828–31)                                             | William Smith                                           | William Smith (1762–1840)                               | 30 november 1826 | 4 maart 1831     |              | 1826           |
| 8                                                                               |                                                         | Stephen Decatur Miller                                  | Stephen Decatur Miller (1787–1838)                      | 4 maart 1831     | 4 maart 1833     | N            | 1831           |
| Vacant                                                                          |                                                         |                                                         |                                                         |                  |                  |              | 1831           |
| 9                                                                               |                                                         | William Preston                                         | William Preston (1794–1860)                             | 26 november 1833 | 30 november 1842 | N (1833)     | 1833           |
| 9                                                                               | W (1833–42)                                             | William Preston                                         | William Preston (1794–1860)                             | 26 november 1833 | 30 november 1842 |              | 1833           |
| 9                                                                               | 1837                                                    | William Preston                                         | William Preston (1794–1860)                             | 26 november 1833 | 30 november 1842 |              |                |
| Vacant                                                                          |                                                         |                                                         |                                                         |                  |                  |              |                |
| 10                                                                              |                                                         | George McDuffie                                         | George McDuffie (1790–1851)                             | 22 december 1842 | 18 augustus 1846 | D            | 1842           |
| 10                                                                              | 1843                                                    | George McDuffie                                         | George McDuffie (1790–1851)                             | 22 december 1842 | 18 augustus 1846 | D            |                |
| Vacant                                                                          |                                                         |                                                         |                                                         |                  |                  |              |                |
| 11                                                                              |                                                         | Andrew Butler                                           | Andrew Butler (1796–1857)                               | 4 december 1846  | 25 mei 1857      | D            |                |
| 11                                                                              | D                                                       | Andrew Butler                                           | Andrew Butler (1796–1857)                               | 4 december 1846  | 25 mei 1857      | 1845         |                |
| 11                                                                              | D                                                       | Andrew Butler                                           | Andrew Butler (1796–1857)                               | 4 december 1846  | 25 mei 1857      | 1848         |                |
| 11                                                                              | D                                                       | Andrew Butler                                           | Andrew Butler (1796–1857)                               | 4 december 1846  | 25 mei 1857      | 1854         |                |
| Vacant                                                                          |                                                         |                                                         |                                                         |                  |                  |              |                |
| 12                                                                              |                                                         | James Hammond                                           | James Hammond (1807–1864)                               | 7 december 1857  | 10 november 1860 | D            | 1857           |
| Vacant                                                                          |                                                         |                                                         |                                                         |                  |                  |              | 1857           |
| Vacant Geconfedereerde Staten van Amerika (1860–1865) Reconstructie (1865–1868) |                                                         |                                                         |                                                         |                  |                  |              |                |
| 13                                                                              |                                                         | Frederick Sawyer                                        | Frederick Sawyer (1822–1891)                            | 16 juli 1868     | 4 maart 1873     | R            | 1868           |
| 14                                                                              |                                                         | John Patterson                                          | John Patterson (1830–1912)                              | 4 maart 1873     | 4 maart 1879     | R            | 1872           |
| 15                                                                              |                                                         | Wade Hampton III                                        | Wade Hampton III (1818–1902)                            | 4 maart 1879     | 4 maart 1891     | D            | 1878           |
| 15                                                                              | 1884                                                    | Wade Hampton III                                        | Wade Hampton III (1818–1902)                            | 4 maart 1879     | 4 maart 1891     | D            |                |
| 16                                                                              |                                                         | John Irby                                               | John Irby (1854–1900)                                   | 4 maart 1891     | 4 maart 1897     | D            | 1890           |
| 17                                                                              |                                                         | Joseph Earle                                            | Joseph Earle (1847–1897)                                | 4 maart 1897     | 20 mei 1897      | D            | 1897           |
| Vacant                                                                          |                                                         |                                                         |                                                         |                  |                  |              | 1897           |
| 18                                                                              |                                                         | John McLaurin                                           | John McLaurin (1860–1934)                               | 27 mei 1897      | 4 maart 1903     | D            | 1897           |
| 18                                                                              | D                                                       | John McLaurin                                           | John McLaurin (1860–1934)                               | 27 mei 1897      | 4 maart 1903     | 1898         |                |
| 19                                                                              |                                                         | Asbury Latimer                                          | Asbury Latimer (1851–1908)                              | 4 maart 1903     | 20 februari 1908 | D            | 1903           |
| Vacant                                                                          |                                                         |                                                         |                                                         |                  |                  |              | 1903           |
| 20                                                                              |                                                         | Frank Gary                                              | Frank Gary (1860–1922)                                  | 6 maart 1908     | 4 maart 1909     | D            | 1908           |
| 21                                                                              |                                                         | Ellison Smith                                           | Ellison Smith (1864–1944)                               | 4 maart 1909     | 17 november 1944 | D            | 1909           |
| 21                                                                              | 1914                                                    | Ellison Smith                                           | Ellison Smith (1864–1944)                               | 4 maart 1909     | 17 november 1944 | D            |                |
| 21                                                                              | 1920                                                    | Ellison Smith                                           | Ellison Smith (1864–1944)                               | 4 maart 1909     | 17 november 1944 | D            |                |
| 21                                                                              | 1926                                                    | Ellison Smith                                           | Ellison Smith (1864–1944)                               | 4 maart 1909     | 17 november 1944 | D            |                |
| 21                                                                              | 1932                                                    | Ellison Smith                                           | Ellison Smith (1864–1944)                               | 4 maart 1909     | 17 november 1944 | D            |                |
| 21                                                                              | 1938                                                    | Ellison Smith                                           | Ellison Smith (1864–1944)                               | 4 maart 1909     | 17 november 1944 | D            |                |
| Vacant                                                                          |                                                         |                                                         |                                                         |                  |                  |              |                |
| 22                                                                              |                                                         | Wilton Hall                                             | Wilton Hall (1901–1980)                                 | 20 november 1944 | 3 januari 1945   | D            |                |
| 23                                                                              |                                                         | Olin Johnston                                           | Olin Johnston (1896–1965)                               | 3 januari 1945   | 18 april 1965    | D            | 1944           |
| 23                                                                              | 1950                                                    | Olin Johnston                                           | Olin Johnston (1896–1965)                               | 3 januari 1945   | 18 april 1965    | D            |                |
| 23                                                                              | 1956                                                    | Olin Johnston                                           | Olin Johnston (1896–1965)                               | 3 januari 1945   | 18 april 1965    | D            |                |
| 23                                                                              | 1962                                                    | Olin Johnston                                           | Olin Johnston (1896–1965)                               | 3 januari 1945   | 18 april 1965    | D            |                |
| Vacant                                                                          |                                                         |                                                         |                                                         |                  |                  |              |                |
| 24                                                                              |                                                         | Donald Russell                                          | Donald Russell (1906–1998)                              | 22 april 1965    | 10 november 1966 | D            |                |
| 25                                                                              |                                                         | Fritz Hollings                                          | Fritz Hollings (1922–2019)                              | 10 november 1966 | 3 januari 2005   | D            | 1966           |
| 25                                                                              | 1968                                                    | Fritz Hollings                                          | Fritz Hollings (1922–2019)                              | 10 november 1966 | 3 januari 2005   | D            |                |
| 25                                                                              | 1974                                                    | Fritz Hollings                                          | Fritz Hollings (1922–2019)                              | 10 november 1966 | 3 januari 2005   | D            |                |
| 25                                                                              | 1980                                                    | Fritz Hollings                                          | Fritz Hollings (1922–2019)                              | 10 november 1966 | 3 januari 2005   | D            |                |
| 25                                                                              | 1986                                                    | Fritz Hollings                                          | Fritz Hollings (1922–2019)                              | 10 november 1966 | 3 januari 2005   | D            |                |
| 25                                                                              | 1992                                                    | Fritz Hollings                                          | Fritz Hollings (1922–2019)                              | 10 november 1966 | 3 januari 2005   | D            |                |
| 25                                                                              | 1998                                                    | Fritz Hollings                                          | Fritz Hollings (1922–2019)                              | 10 november 1966 | 3 januari 2005   | D            |                |
| 26                                                                              |                                                         | Jim DeMint                                              | Jim DeMint (1951)                                       | 3 januari 2005   | 3 januari 2013   | R            | 2004           |
| 26                                                                              | 2010                                                    | Jim DeMint                                              | Jim DeMint (1951)                                       | 3 januari 2005   | 3 januari 2013   | R            |                |
| 27                                                                              |                                                         | Tim Scott                                               | Tim Scott (1965)                                        | 3 januari 2013   | heden            | R            |                |
| 27                                                                              | 2014                                                    | Tim Scott                                               | Tim Scott (1965)                                        | 3 januari 2013   | heden            | R            |                |
| 27                                                                              | 2016                                                    | Tim Scott                                               | Tim Scott (1965)                                        | 3 januari 2013   | heden            | R            |                |
| 27                                                                              | 2022                                                    | Tim Scott                                               | Tim Scott (1965)                                        | 3 januari 2013   | heden            | R            |                |

Alabama: Tuberville (R) · Britt (R)
Alaska: Murkowski (R) · Sullivan (R)
Arizona: Kelly (D) · Gallego (D)
Arkansas: Boozman (R) · Cotton (R)
Californië: Padilla (D) · Schiff (D)
Colorado: Bennet (D) · Hickenlooper (D)
Connecticut: Blumenthal (D) · Murphy (D)
Delaware: Coons (D) · Blunt Rochester (D)
Florida: R. Scott (R) · Moody (R)
Georgia: Ossoff (D) · Warnock (D)
Hawaï: Schatz (D) · Hirono (D)
Idaho: Crapo (R) · Risch (R)
Illinois: Durbin (D) · Duckworth (D)
Indiana: Young (R) · Banks (R)
Iowa: Grassley (R) · Ernst (R)
Kansas: Moran (R) · Marshall (R)
Kentucky: McConnell (R) · Paul (R)
Louisiana: Cassidy (R) · Kennedy (R)
Maine: Collins (R) · King (O)
Maryland: Van Hollen (D) · Alsobrooks (D)
Massachusetts: Warren (D) · Markey (D)
Michigan: Peters (D) · Slotkin (D)
Minnesota: Klobuchar (D) · Smith (D)
Mississippi: Wicker (R) · Hyde-Smith (R)
Missouri: Hawley (R) · Schmitt (R)
Montana: Daines (R) · Sheehy (R)
Nebraska: Fischer (R) · Ricketts (R)
Nevada: Cortez Masto (D) · Rosen (D)
New Hampshire: Shaheen (D) · Hassan (D)
New Jersey: Booker (D) · Kim (D)
New Mexico: Heinrich (D) · Luján (D)
New York: Schumer (D) · Gillibrand (D)
North Carolina: Tillis (R) · Budd (R)
North Dakota: Hoeven (R) · Cramer (R)
Ohio: Moreno (R) · Husted (R)
Oklahoma: Lankford (R) · Mullin (R)
Oregon: Wyden (D) · Merkley (D)
Pennsylvania: Fetterman (D) · McCormick (R)
Rhode Island: Reed (D) · Whitehouse (D)
South Carolina: Graham (R) · T. Scott (R)
South Dakota: Thune (R) · Rounds (R)
Tennessee: Blackburn (R) · Hagerty (R)
Texas: Cornyn (R) · Cruz (R)
Utah: Lee (R) · Curtis (R)
Vermont: Sanders (O) · Welch (D)
Virginia: Warner (D) · Kaine (D)
Washington: Murray (D) · Cantwell (D)
West Virginia: Moore Capito (R) · Justice (R)
Wisconsin: Johnson (R) · Baldwin (D)
Wyoming: Barrasso (R) · Lummis (R)
(D): Democraat · (R): Republikein · (O): Onafhankelijk